# Germaine Tillion
Germaine Tillion (Allegre, Haute-Loira, 30 de maig de 1907 – Saint Mandé, 19 d'abril de 2008) fou una etnòloga i antropòloga francesa, especialista en l'etnografia del Magrib. Especialment coneguda pel seu estudi de la barbàrie dels camps de concentració i la seva feina a Algèria els anys de 1950, fou membre de la resistència francesa, i va passar un temps al camp de concentració de Ravensbrück. Tillion és valorada com una investigadora que va combinar el sentit de l'observació i la reflexió científica amb una exigència ètica indispensable per a la vida democràtica i així, la seva vida i la seva obra són una lliçó d'humanisme.

## Biografia
Era filla de Lucien Tillion, un magistrat, i Émilie Cussac Tillion, historiadora de l'art i lluitadora de resistència francesa. Va tenir una germana anomenada Francoise i van ser criades com a catòliques.

### Joventut i estudis
Tillion va passar la seva joventut amb la seva família a Clermont-Ferrand. Va marxar a París per estudiar antropologia social amb Marcel Mauss i Louis Massignon, i obtingué els títols de l'École pratique des hautes études, l'École du Louvre, i l'INALCO. Quatre vegades entre 1934 i 1940 va fer treball de camp a Algèria, estudiant els berbers i els chaoui a la regió d'Aurès, al nord-est d'Algèria, per preparar el seu doctorat en antropologia.

### Resistència francesa

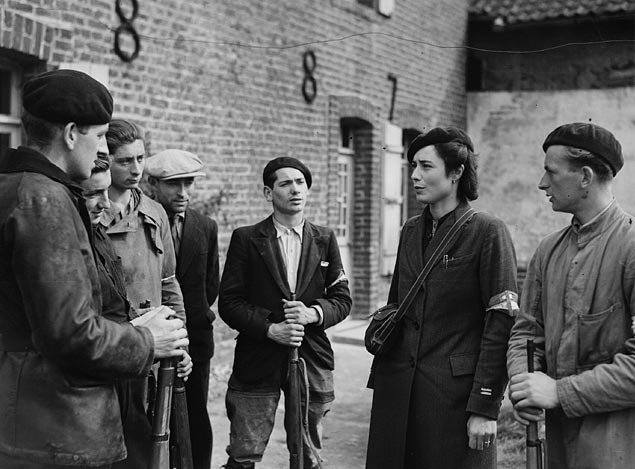
Resistència francesa el 1944

Quan Tillion va tornar a París des del camp el 1940, França havia estat envaïda per Alemanya. Com a primer acte de resistència, va ajudar una família jueva donant-los els papers de la seva família. Es va convertir en membre molt activa de la Resistència francesa i posà en marxa, juntament amb altres etnòlegs, l'anomenada Xarxa del Museu de l'Home, una de les primeres organitzacions de la Resistència a París, acabada de crear per Paul Rivet. Les seves missions incloïen ajudar els presoners a escapar i organitzar la intel·ligència per a les forces aliades de 1940 a 1942.
Traïda pel sacerdot catòlic Robert Alesch, que s'havia unit aparentment a la xarxa de resistència i guanyat la seva confiança, va ser detinguda el 13 d'agost de 1942 i transportada al Convoi des 31000 el 1943.

### Ravensbrück
El 21 d'octubre de 1943, Tillion va ser enviada al camp de concentració alemany de Ravensbrück, prop de Berlín, amb la seva mare, Émilie, també una resistent. Des de la seva arribada el 21 d'octubre de 1943 fins a la caiguda del camp la primavera de 1945, va escriure secretament una comèdia d'opereta per ajudar les presoneres a suportar i sobreviure a la situació. Le Verfügbar aux Enfers descriu la vida de campament del "Verfügbar" (en alemany "disponible", la classe més baixa de presoners, sense destinació definida, que podien ser utilitzats per a qualsevol mena de feina). Alhora va endegar una anàlisi etnogràfica precisa del camp de concentracióː "Comprendre una mecànica que us aixafa, desmuntar mentalment el seu engranatge, analitzar amb tot detall una situació aparentment desesperada, és una font important de sang freda, serenitat i fortalesa d'ànim.”
La seva mare va ser gasejada en el camp el març de 1945. Tillion va escapar de Ravensbrück en la primavera d'aquell any en una operació de rescat de la Creu Roja sueca, que havia estat negociada per Folke Bernadotte.

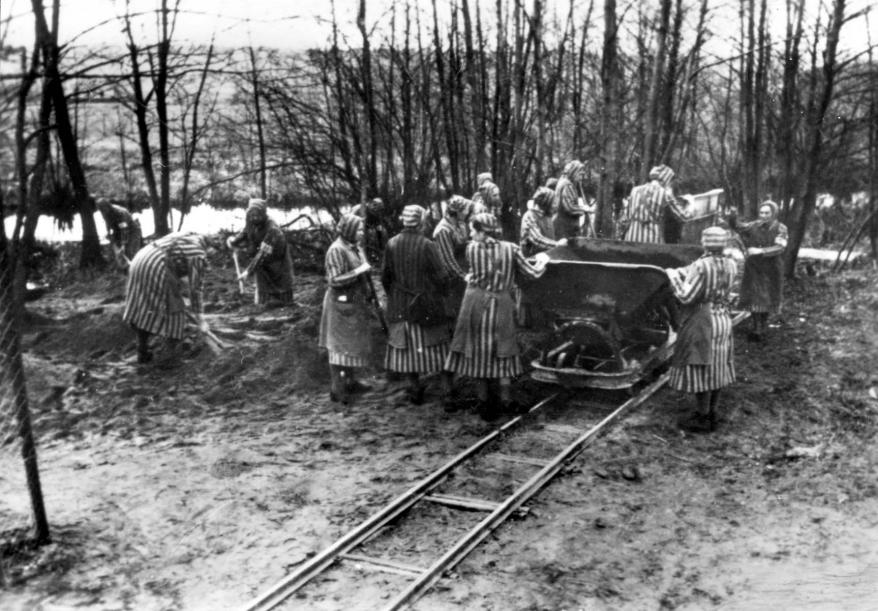
Dones presoneres a Ravensbrück

El 1973, va publicar Ravensbruck: An eyewitness account of a women's concentration camp, que detallava tant les seves pròpies experiències personals com a reclusa com la notable investigació contemporània i de postguerra sobre el funcionament dels camps, els moviments de presoners, les operacions administratives i els crims encoberts i manifestos comesos per les SS. Va informar de la presència d'una cambra de gas a Ravensbruck quan altres estudiosos havien escrit que no n'hi havia cap, als camps occidentals, i va afirmar que les execucions havien augmentat durant els dies finals de la guerra, un esgarrifós homenatge a l'eficiència i la naturalesa automatitzada de les "màquines de matar" nazis.
Documentà els propòsits dobles però conflictius dels camps; d'una banda, dur a terme la Solució Final tan aviat com fos possible, i de l'altra, gestionar una força de treball esclava molt gran i rendible en suport de l'esforç de guerra (els beneficis, segons es diu, es destinarien a la direcció de les SS, una estructura empresarial creada pel mateix Himmler).
A la fi, ofereix vinyetes esgarrifoses dels presoners, el personal de la presó i els "professionals" que van ser fonamentals per a l'operació i l'execució de cada cop més estranys mandats nazis en un intent d'explorar la psicologia retorçada i el comportament totalment malvat dels participants, que van ser sovint fonamentals per permetre, i després alimentar les màquines de la mort.

### Després de la guerra
Després de la guerra, Tillion va treballar en la història de la Segona Guerra Mundial, els crims de guerra dels nazis i els gulags soviètics de 1945 a 1954. Va iniciar un programa d'educació per a presoners francesos. Com a professora (directora d'estudis) de l'École des hautes études en sciences sociales va dur a terme 20 missions científiques al nord d'Àfrica i l'Orient Mitjà.

### Guerra algeriana
Tillion va tornar a Algèria en 1954 per acatar i analitzar de prop la situació de la Guerra d'Independència d'Algèria. Va establir i descriure la pauperització de la població algeriana com la principal causa del conflicte. Per tal de pal·liar la situació, l'octubre de 1955 va posar en marxa els 'Centres Socials', amb l'objectiu de posar a disposició de la població rural l'ensenyament superior i la formació professional, que els permetessin sobreviure a les ciutats.
El 4 de juliol de 1957, durant la batalla d'Alger, es va reunir en secret amb el líder del Front d'Alliberament Nacional, Yacef Saadi, per iniciativa d'aquest últim, per intentar posar fi a l'espiral d'execucions i atacs indiscriminats. Tillion va ser de les primeres persones a denunciar l'ús de la tortura per part de les forces franceses a la guerra.

### Darrers anys
Va ser professora honorària a l'École des hautes études en sciences sociales de França (EHESS) fins que va morir.
Al llarg de la vida, Tillion va intervenir en diversos temes polítics: en contra de la pauperizació de la població algeriana, contra la tortura practicada a Algèria per l'exèrcit francès, per a l'emancipació de la dona a la Mediterrània... I sempre continuà fent sentir la seva veuː el 2004, juntament amb molts altres intel·lectuals francesos, va llançar una declaració en contra de la tortura a l'Iraq.
Per celebrar el seu 100è natalici, la seva opereta Le Verfügbar aux Enfers es va estrenar el juny de 2007 al Théâtre du Châtelet de París. El 2010, amb motiu del seixanta-cinc aniversari de l'alliberament del camp de concentració nazi de Ravensbrück, va ser representada allà mateix on havia estat escrita Verfügbar aux enfers. Germaine Tillion havia mort el 2008.

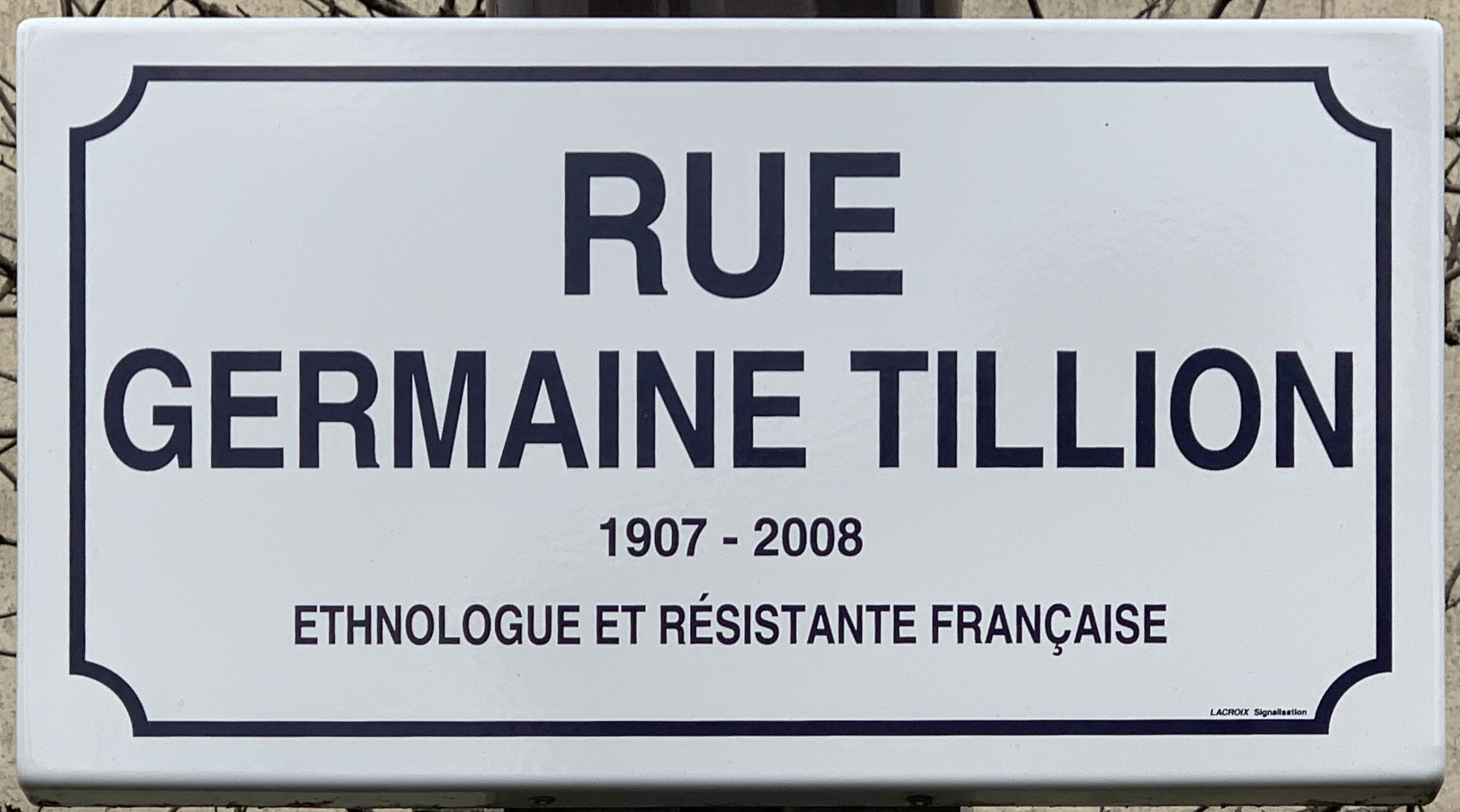
Diversos carrers de França porten el seu nom en homenatge

## Honors
- Grand-croix de la Légion d'honneur (un reconeixement que només han rebut cinc dones)
- Grand-Croix de l'Ordre nacional du Mérite
- Prix mondial Cino Del Duca (1977)
- Croix de Guerre 1939-1945
- Médaille de la Résistance
- Médaille de la déportation et de l'internement aboca faits de Résistance
- L'Orde al Mèrit de la República Federal Alemanya (en alemany: Verdienstorden der Bundesrepublik Deutschland) o, de forma abreujada, Creu Federal al Mèrit (2004)
- El 21 de febrer de 2014, el president francès Francois Hollande va anunciar que seria enterrada dins el Panteó.[10] Va ser enterrada allà el maig de 2015 en un enterrament simbòlic.[11] El taüt de Germaine Tillion al Panteó no conté les seves restes però sí terra de la seva tomba, perquè la família no va voler que se'n mogués el cos.[12][13]
- L'11 de maig de 2015, la Maison des Sciences Humaines (MSH) de la Universitat d'Angers, un centre de recerca de ciència social, va ser rebatejat amb el seu nom i esdevenia la Maison de la Recherche Germaine Tillion.[14]

## Publicacions
- L'Algérie aurésienne (en francès), 2001. ISBN 2-7324-2769-1.
- Tillion, Germaine. Il était une fois l'ethnographie. Biographie (en francès), 2000. ISBN 2-02-025702-5.
- Les ennemis complémentaires (en francès), 1960.
- Le harem et les cousins (en francès), 1966.
- Algeria: The Realities.  Knopf, 1958.
- L'Algérie en 1957 (en francès), 1956.
- L'Afrique bascule vers l'avenir (en francès), 1959.
- Tillion, Germaine. Ravensbrück: An eyewitness account of a women's concentration camp (en anglès). Anchor Books.  Garden City, New York: Doubleday Publishing, 1975. ISBN 978-0-385-00927-0. OCLC 1256078.